# کریستین ساوانی
کریستین ساوانی (به ایتالیایی: Cristian Savani) (زاده ۲۲ فوریه ۱۹۸۲) بازیکن و کاپیتان سابق تیم ملی والیبال مردان ایتالیا است. ساوانی از سال ۲۰۰۱ تا ۲۰۱۳ عضو تیم ملی ایتالیا بود و پس از مسابقات لیگ جهانی از بازی های ملی خداحافظی کرد.
ساوانی در بازی های المپیک ۲۰۱۲ لندن و جام جهانی ۲۰۱۱ به عنوان بهترین زننده سرویس انتخاب شد. مدال برنز المپیک ۲۰۱۲، دو مدال طلا قهرمانی اروپا ۲۰۰۳ و ۲۰۰۵، مدال نقره لیگ جهانی ۲۰۰۳ مادرید از دست آوردهای ساوانی در ترکیب تیم ملی ایتالیا است. ساوانی همچنین در ترکیب تیم ام. رم قهرمانی جام کنفدراسیون والیبال اروپا ۲۰۰۸ را تجربه کرد.

## باشگاه ها
| باشگاه     | کشور    | از   | به   |
| مونتیچیاری | ایتالیا | ۲۰۰۱ | ۲۰۰۴ |
| ترنتینو    | ایتالیا | ۲۰۰۴ | ۲۰۰۶ |
| رم         | ایتالیا | ۲۰۰۶ | ۲۰۰۸ |
| پروجا      | ایتالیا | ۲۰۰۸ | ۲۰۱۰ |
| لوبه بانکا | ایتالیا | ۲۰۱۰ | ۲۰۱۳ |
| شانگهای    | چین     | ۲۰۱۳ | ۲۰۱۴ |
| الریان     | قطر     | ۲۰۱۴ | ۲۰۱۴ |
| العربی     | قطر     | ۲۰۱۴ | ۲۰۱۴ |
| شانگهای    | چین     | ۲۰۱۴ | ۲۰۱۵ |
| الریان     | قطر     | ۲۰۱۵ | -    |